# Pixel 8
Das Google Pixel 8 und Pixel 8 Pro sind Smartphones der Google-Pixel-Reihe des US-amerikanischen Unternehmens Google. Beide Smartphones wurden am 4. Oktober 2023 auf einer Keynote von Google angekündigt.

## Design
Das Design der Pixel-8-Modelle ist ähnlich zum Vorgänger Pixel 7. Wie schon bei diesem ist das Kameraelement wieder als Balken, dem sogenannten „Visor“ ausgeführt. Das Deckglas auf der Vorderseite ist aus widerstandsfähigem Gorilla-Glas gefertigt. Der Rahmen besteht beim Pixel 8 aus mattem, beim Pixel 8 Pro aus poliertem Aluminium. Das 6,2 bzw. 6,7 Zoll große Actua-Display mit OLED-Technologie erreicht eine Bildwiederholrate bis zu 120 Hz. Zum Marktstart waren beide Geräte in der Farbe Obsidian erhältlich, außerdem stehen beim Pixel 8 die Farben Hazel und Rose, beim Pro-Modell die Farben Bay und Porcelain zur Auswahl. Seit Januar 2024 sind beide Modelle zusätzlich in der Farbe Mint verfügbar.
| Pixel 8 | Pixel 8  | Pixel 8 | Pixel 8 |     | Pixel 8 Pro | Pixel 8 Pro | Pixel 8 Pro | Pixel 8 Pro |
|         |          |         |         |     |             |             |             |             |
| Hazel   | Obsidian | Rose    | Mint    | Bay | Obsidian    | Porcelain   | Mint        |             |

## Technische Daten

### Google Pixel 8

#### Kamera und Display
Das Pixel 8 hat zwei Kameras – eine Weitwinkel- und eine Ultraweitwinkelkamera. Die 50-Megapixel-Weitwinkelkamera hat Octa PD, 1,2 µm Pixelgröße, eine f/1,68-Blende, 1/1,31″-Bildsensorgröße, 8-fachen Super-Resolution-Zoom und einem Sichtfeld von 82°. Die 12-Megapixel-Ultraweitwinkelkamera hat eine f/2,2-Blende, eine Pixelgröße von 1,25 µm sowie eine Sichtfeld von 126°. Außerdem ist die Hauptkamera mit Laser-Autofokus (LDAF-Sensor), Spektral- und Flimmersensor sowie optischer und elektronischer Bildstabilisierung ausgestattet. 10-Bit-HDR-Videos und verbesserte Hautfarbtöne sind möglich, auch ist der Kino-Modus Cinematic-Blur vorhanden. Die 10,5-Megapixel-Frontkamera hat eine f/2,2-Blende, 1,22 µm Pixelgröße, ein 95°-Ultraweitwinkelsichtfeld und einen fixen Fokuspunkt.
Google baut beim Pixel 8 ein 6,2 Zoll großes Full HD+ OLED-Display ein mit einer Auflösung von 2400 × 1080 Pixeln (428 ppi) und einer adaptiven Bildwiederholrate von 60–120 Hertz. Die maximale Helligkeit bei HDR beträgt 1400 Nits, die Spitzenhelligkeit bis zu 2000 Nits. Das Display hat ein Kontrastverhältnis von 1.000.000:1 und volle 24-Bit-Farbtiefe für 16 Millionen Farben. Dazu gibt es Stereo-Lautsprecher, mit Spatial Audio.

#### Leistung und Akku
Als Prozessor kommt der neue Google Tensor G3 zum Einsatz, dazu kommen 8 GB Arbeitsspeicher. Beim internen UFS-3.1-Speicher stehen wahlweise 128 oder 256 GB zur Verfügung.
Der Akku des Pixel 8 hat eine Kapazität von 4.575 mAh, was mehr als 24 Stunden Akkulaufzeit ermöglicht. Geladen werden kann kabelgebunden mit 20 Watt, kabellos ebenfalls mit dem Pixel Stand mit 20 Watt und 7,5 Watt Qi; Reverse Wireless Charging ist möglich.

#### Sonstiges
Entsperrt werden kann das Pixel 8 über einen In-Display-Fingerabdrucksensor sowie durch die 2D-Gesichtserkennung. Das Gerät hat NFC, eSIM, USB Typ C 3.2, Bluetooth 5.2, den Google Cast, es ist IP68-zertifiziert und unterstützt Wi-Fi 7 und den Mobilfunkstandard 5G.

### Google Pixel 8 Pro

#### Kamera und Display
Das Pixel 8 Pro hat eine Tripel-Kamera mit einem Weitwinkel-, Ultraweitwinkel- und Teleobjektiv. Die 50-Megapixel-Weitwinkelkamera mit Octa PD verfügt bei einer Pixelgröße von 1,2 µm über eine f/1,68-Blende, eine Bildsensorgröße von 1/1,31″ sowie ein Sichtfeld von 82°. Die 48-Megapixel-Ultraweitwinkelkamera mit Quad PD verfügt über eine f/1,95-Blende, 0,8 µm Pixelgröße, 125,5° Sichtfeld, Autofokus und Objektivkorrektur. Die 48-Megapixel-Telekamera mit Quad PD und 21,8°-Sichtfeld hat eine Pixelgröße von 0,7 µm, verfügt über eine f/2,8-Blende sowie 5-fach optischem Zoom und 30-fach Super-Resolution-Zoom. Das Gerät verfügt über Laser-Autofokus (LDAF-Sensor), einen Spektral- und Flimmersensor sowie optische und elektronische Bildstabilisierung bei der Weitwinkel- und Telekamera. Das Pixel 8 Pro ermöglicht 10-Bit-HDR-Video, RealTone-Funktion für Hautfarben und den Kino-Modus Cinematic-Blur. Auf der Vorderseite befindet sich die 10,5-Megapixel-Frontkamera mit einer f/2.2-Blende, 1,22 µm Pixelgröße, einem 95°-Ultraweitwinkel-Sichtfeld und Autofokus.
Das 6,7 Zoll große LTPO-OLED-Display mit einer Auflösung von 2992 × 1344 Pixeln (489 ppi) verfügt über eine adaptive Bildwiederholrate von 1–120 Hertz. Das Super-Actua-Display hat ein Seitenverhältnis von 20:9, ein Kontrastverhältnis von mehr als 1.000.000:1, volle 24-Bit-Farbtiefe (16 Millionen Farben), eine maximale Helligkeit von 1600 Nits (HDR) und eine Spitzenhelligkeit von bis zu 2400 Nits. Im Gerät sind Stereo-Lautsprecher mit Spatial Audio verbaut.

#### Leistung und Akku
Als Prozessor verbaut Google den hauseigenen Tensor G3, der im 4-nm-Verfahren produziert wird. Beim Pixel 8 Pro stehen 12 GB Arbeitsspeicher zur Verfügung, dazu kommt wahlweise 128, 256 oder 512 GB interner UFS-3.1-Speicher. Das Gerät verfügt über einen 5050-mAh-Lithium-Ionen-Akku, der kabelgebunden mit 23 Watt, kabellos mit dem Pixel Stand mit 23 Watt bzw. 12 Watt Qi lädt; außerdem ist Reverse Wireless-Charging möglich.

#### Sonstiges
Entsperrt wird das Pixel 8 Pro über einen optischen In-Display-Fingerabdrucksensor oder die 2D-Gesichtserkennung. Das Pixel 8 Pro verfügt über NFC, bis zu zwei eSIM Slots, USB Typ C 3.2, Bluetooth V5.3, den Google-Cast, ist IP68-zertifiziert und unterstützt Wi-Fi 7 sowie den Mobilfunkstandard 5G.

#### Kritik
Nutzer des Pixel 8 Pro berichten vermehrt von Problemen mit dem AMOLED-Display, das sich an den Rändern verformt: Es treten kleine Ausbuchtungen auf, offensichtlich verursacht durch Druck im Gehäuseinneren. Im Kameragehäuse auf der Rückseite befindet sich eine winzige Bohrung im Schutzglas, was etliche Nutzer irrtümlich als Beschädigung oder Verarbeitungsfehler identifizierten und das Gerät zurückgaben. Laut Google handelt es sich hierbei nicht um einen Defekt, sondern um die Schallöffnung für ein zusätzliches Mikrofon.

### Software
Beim Marktstart war das aktuelle Betriebssystem bei beiden Smartphones Android 14. Google verspricht sieben Jahre Software- und Sicherheitsupdates. Des Weiteren gibt Google eine beschränkte Garantie von zwei Jahren.

## Pixel 8a
Das Pixel 8a (interne Bezeichnung: Akita) mit 8 GB RAM kam Mitte 2024 auf den Markt. Die Abmessungen des Gehäuses betragen 152,1 × 72,7 × 8,9 mm; das Display misst 6,1 Zoll in der Diagonale. Als SoC ist ebenfalls Googles Tensor G3 verbaut. Das Gerät verfügt über eine 64-MP-Weitwinkel- sowie eine 13-MP-Ultraweitkamera. Zusätzlich zu den Farben des Pro-Modells wird die Farbe Aloe angeboten.

## Preise und Verfügbarkeit
Das Pixel 8 und Pixel 8 Pro waren ab dem 4. Oktober 2023 vorbestellbar und kamen acht Tage später in den Handel.
Bei Marktstart kostete das günstigste Modell 799 €, das Pixel 8 Pro war ab 1.099 € erhältlich.
| Modell      | Speicher | Bei Marktstart |
| ----------- | -------- | -------------- |
| Pixel 8     | 128 GB   | 799 €          |
| Pixel 8     | 256 GB   | 859 €          |
| Pixel 8 Pro | 128 GB   | 1.099 €        |
| Pixel 8 Pro | 256 GB   | 1.159 €        |
| Pixel 8 Pro | 512 GB   | 1.299 €        |